# Арсам Перський
Арсам Перський або Аршам (*Aršāma, д/н — бл. 520 до н. е.) — давньоперський володар у 590—559 роках до н. е. Ім'я перекладається як «Той, що має силу героя».

## Життєпис
Походив з династії Ахеменідів. Був сином Аріарамна. За деякими відомостями, правив у частині Парсу (Персії). Втім здебільшого це походить від запису Дарія I з бехустанського напису. Втім ймовірно він тим самим намагався підтвердити свої права на панування над Перською державою.
На думку низки дослідників, був царем Парсу, але зазнав поразки від Кіра II, поступившись владою над усією Персією. Втім значна частина джерел вказує, що останній був володарем Персії ще до початку війни з Мідією. Напевне, Арсам був самостійним володарем, але вимушений був боротися проти свого родича або помер до 520 року до н. е., в результаті чого Кір II встановив суцільну владу над усіма перськими племенами. Можливо, за царя Кіра II зберіг титул царя Персії, проте фактичної влади не мав.

## Родина
- Віштаспа, сатрап Парфії
- Фарнак, міністр фінансів